# Předběžné opatření
Předběžné opatření je opatření soudu nebo správního orgánu v České republice, kterým jsou dočasně řešeny určité poměry, než je ve věci vydáno definitivní rozhodnutí. Podobným procesním institutem je zajištění důkazu. Právně je pro jednotlivé druhy řízení upraveno zejména v § 74 až § 77a občanského soudního řádu, § 38 soudního řádu správního, § 61 správního řádu a § 88b až § 88o trestního řádu.

## Občanské soudní řízení
V soudním řízení lze předběžné opatření nařídit jak před zahájením tohoto řízení, tak i v jeho průběhu. Může být vydáno jak na návrh (budoucího) účastníka řízení, tak i bez tohoto návrhu, pokud jde o soudní řízení, které samo může být zahájeno bez návrhu. V některých případech je nutné pro zajištění náhrady škody nebo jiné újmy, která by předběžným opatřením mohla vzniknout, složit k soudu vratnou jistotu ve výši 10 000 Kč (v obchodních věcech 50 000 Kč).
O nařízení soud rozhoduje usnesením, které nemusí obsahovat odůvodnění, v případě návrhu bezodkladně po jeho podání, nejpozději do 7 dnů (avšak jen 1 dne ve věcech nezletilých dětí nebo 2 dnů ve věcech domácího násilí – tzv. rychlá přeběžná opatření). Usnesení o nařízení předběžného opatření je vykonatelné vyhlášením, případně doručením.
Předběžným opatřením může být zejména nařízeno, aby někdo něco vykonal, něčeho se zdržel nebo něco strpěl, výslovně pak např. placení výživného v nezbytné míře, odevzdání dítěte do péče určené osoby nebo poskytnutí alespoň části pracovní odměny. Po nařízení předběžného opatření, které bylo vydáno na základě návrhu, soud navrhovateli uloží, aby ve stanovené lhůtě podal u soudu návrh na zahájení řízení.
Předběžné opatření soud zruší, jestliže pominou důvody, pro které bylo nařízeno. Jinak automaticky zanikne po uplynutí doby, na kterou bylo omezeno, případně jestliže navrhovatel ve stanovené lhůtě návrh na zahájení soudního řízení nepodal, nebo jej podal, ale nebylo mu vyhověno. V případě, že mu v soudním řízení vyhověno bylo, předběžné opatření zanikne po uplynutí 15 dní od vykonatelnosti rozhodnutí. Navrhovatel, který není v soudním řízení úspěšný, je povinen nahradit všechny škody a újmy, které předběžným opatřením vznikly.

### Předběžná opatření ve věcech nezletilých dětí
Jestliže se nezletilé dítě ocitne bez jakékoli péče, nebo jestliže je jeho příznivý vývoj nebo dokonce jeho život v ohrožení, může být i bez návrhu tímto předběžným opatřením okresního soudu umístěno ve vhodném prostředí, zejména u soudem určené osoby, případně v sociálním zařízení. Po jeho nařízení je bezodkladně provede sám soud ve spolupráci s orgány sociálně-právní ochrany dětí a policie, a to i proti vůli osob, u kterých je dítě doposud v péči.
Toto předběžné opatření trvá jen po dobu 1 měsíce (svěření do pěstounské péče až 3 měsíce), přičemž je lze v případě zahájení soudního řízení opakovaně prodloužit. Nemělo by však přesáhnout dobu 6 měsíců. Rodiče nezletilého dítěte, případně i orgán sociálně-právní ochrany dětí nebo jeho opatrovník mohou navrhnout jeho zrušení, o kterém soud rozhodne bezodkladně, nejpozději do 7 dnů.

### Předběžná opatření ve věcech domácího násilí
Toto předběžné opatření lze nařídit jen na návrh. Je-li jednáním někoho, kdo žije s navrhovatelem ve společném obydlí, vážně ohrožen život, zdraví, svoboda nebo lidská důstojnost navrhovatele, okresní soud takové osobě uloží přiměřená omezení. Zejména mu uloží aby:
- opustil společné obydlí, nebo do něj nevstupoval,
- nevstupoval a nezdržoval se v bezprostředním okolí společného obydlí nebo navrhovatele,
- zdržel se setkávání s navrhovatelem,
- zdržel se nežádoucího sledování a obtěžování navrhovatele jakýmkoliv způsobem.

Po nařízení je bezodkladně provede sám soud ve spolupráci s policií, a to tak, že povinného vykáže ze společného obydlí a odebere mu od něj všechny klíče, případně mu také zakáže se s navrhovatelem setkávat nebo ho jinak kontaktovat. Při vykázání mu umožní si s sebou vzít věci sloužící osobní potřebě, osobní cennosti a dokumenty. Během trvání předběžného opatření se mu také umožní vzít si věci nezbytné k výkonu jeho podnikatelské činnosti nebo výkonu povolání, případně jiné nezbytné věci. Pokud při výkonu není přítomen, soud jej o tomto právu poučí oznámením, které zanechá na dveřích společného obydlí.
Jestliže povinný poruší povinnost nevstupovat do společného obydlí a nezdržovat se v něm, soud ho ve spolupráci s policií bezodkladně na návrh oprávněného opětovně vykáže. Jestliže poruší povinnost nevstupovat a nezdržovat se v bezprostředním okolí společného obydlí nebo oprávněného, nebo povinnost zdržet se setkávání s oprávněným nebo ho nežádoucím způsobem sledovat a jakýmkoli způsobem jej obtěžovat, soud mu na návrh oprávněného uloží pokutu až do výše 100 000 Kč. Tato pokuta může být ukládána i opakovaně, je příjmem státu a pokud nebude dobrovolně zaplacena, stát ji bude exekučně vymáhat.
Dané předběžné opatření trvá nejvýše 1 měsíc, přičemž je lze v případě zahájení soudního řízení na skutečně odůvodněný návrh opakovaně prodloužit. Zanikne však automaticky vždy nejpozději po uplynutí 1 roku. Tomuto předběžnému opatření může předcházet vykázání policií.

## Správní soudnictví
Také ve správním soudnictví lze prozatímně upravit určité poměry. Vždy však jen v případě již zahájeného řízení a pouze na návrh účastníka takového řízení. Soud návrhu usnesením vyhoví, a to přednostně, pokud hrozí vážná újma. Naopak návrhu na vydání předběžného opatření vyhověno nebude, pokud se samotným návrhem na zahájení řízení u správního soudu se automaticky pojí odkladný účinek vůči napadenému správnímu rozhodnutí, nebo lze takový účinek přiznat.
Předběžné opatření spočívá v tom, že soud účastníku řízení, případně i třetí nezúčastněné osobě uloží něco vykonat, něčeho se zdržet nebo něco snášet. Změní-li se po jeho nařízení poměry, může je soud změnit nebo i zrušit, vždy však takové předběžné opatření zanikne automaticky dnem, kde se stane rozhodnutí soudu ve věci vykonatelným. Stejně jako v občanském soudním řízení i ve správním soudnictví je neúspěšný navrhovatel povinen nahradit všechny škody a újmy, které předběžným opatřením vznikly.

## Správní řízení
Správní předběžné opatření se nařídí pouze tehdy, je-li už nějaké správní řízení zahájeno. Může být vydáno jak na požádání účastníka takového řízení, a to do 10 dnů, tak i z moci úřední. Lze jím přikázat, aby někdo něco vykonal, něčeho se zdržel nebo něco strpěl, lze jím také zajistit věc, která může sloužit jako důkazní prostředek, nebo věc, která může být předmětem správní exekuce. Pokud je nařízeno vydání věci, je její držitel povinen ji odevzdat správnímu orgánu, jinak mu bude odňata. Pokud již bylo pro stejnou věc vydáno soudní předběžné opatření, je správní neúčinné, neboť je nižší právní síly.
Správní orgán předběžné opatření zruší ihned poté, co pomine důvod, pro který bylo nařízeno, jinak pozbyde automaticky účinnosti dne, kdy se samotné rozhodnutí v daném správním řízení stane vykonatelným. Účastník, který navrhl nařízení předběžného opatření a je následně ve správním řízení neúspěšný, je povinen nahradit všechny újmy, které tím vznikly.

## Trestní řízení
Novelizační zákon č. 45/2013 Sb. vložil institut předběžných opatření též do trestního řádu. Ten po novelizaci umožňuje uložit obviněnému různá omezující opatření, například zákaz styku s určitými osobami, zákaz vstoupit do společného obydlí obývaného s poškozeným, zákaz návštěv určitého prostředí nebo akcí, zákaz zdržovat se na konkrétním vymezeném místě, zákaz vycestování do zahraničí, zákaz držet a přechovávat věci, které mohou sloužit k páchání trestné činnosti, zákaz užívat, držet nebo přechovávat alkoholické nápoje nebo jiné návykové látky, zákaz hazardních her, hraní na hracích přístrojích a sázek či zákaz výkonu konkrétně vymezené činnosti, jejíž povaha umožňuje opakování nebo pokračování v trestné činnosti.